# سوسن موشح
السوسن المُوَشَّح هو نوع من النباتات في جنس السوسن. إنه نبات معمر جذموري من أوربة الشرقية. لها أوراق خضراء داكنة مضلعة. يمكن أن تكون السيقان المزهرة المتفرعة بطول الأوراق ويمكن أن تحمل 2-3 زهور في الصيف. وهي صفراء بيضاء ذات عروق بنية أرجوانية. إنه شديد التحمل ويُزرع نبات للزينة في المناطق المعتدلة . ثمة عدة ضروب منه.